# Puzur-Inshushinak
Puzur-Inshushinak (lecture du nom en akkadien), ou Kutik-Inshushinak (en élamite) ou Puzur-Sushinak (depuis le déchiffrement de l'écriture élamite linéaire) est un souverain du royaume d'Élam ayant régné à la fin du XXIIIe siècle av. J.-C., ou dans le courant du XXIIe siècle av. J.-C.
On n'est pas arrivé à trouver un consensus quant à la période exacte durant laquelle Puzur-Inshushinak a régné, avant tout du fait de problèmes relatifs à la chronologie générale de l'histoire mésopotamienne. Le règne de ce souverain est en effet situé dans une période mal connue de cette région, entre la chute de l'Empire d'Akkad et l'émergence de la Troisième dynastie d'Ur, dont on connaît mal la durée et l'histoire événementielle.
Ce personnage se dit originaire de la ville de Zaban, située dans la région élamite du Simurrum. Selon la vision la plus couramment admise, le roi Naram-Sin d'Akkad aurait fait de lui son gouverneur dans la ville de Suse. Puzur-Inshushinak se montre fidèle à ce roi, mais lorsque celui-ci décède, l'empire d'Akkad décline, notamment sous les assauts des barbares Gutis, et il en profite pour se rendre indépendant. Profitant de sa situation, Puzur-Inshushinak monte sur le trône de la ville d'Awan, qui domine alors l'Élam. Il est alors l'un des plus puissants souverains de son temps. Mais son apogée ne dure pas longtemps, et son règne s'achève brusquement, peut-être sous les coups des Gutis. Si le laps de temps entre la chute d'Akkad et l'émergence d'Ur est plus court, il est possible que Puzur-Inshushinak ait fait face aux souverains « néo-sumériens » : ou Gudea de Lagash, ou plus probablement Ur-Nammu d'Ur, qui prétendent tous les deux avoir mené des expéditions en Élam, ou encore les deux ensemble. C'est en tout cas le second qui crée un royaume puissant, qui finalement domine l'Élam sous le règne de son fils Shulgi. 
Quoi qu'il en soit, on connaît bien Puzur-Inshushinak par les découvertes archéologiques de Suse. Il a patronné un art élamite qui nous a fourni de nombreuses œuvres remarquables, comme une statue grandeur nature de la déesse de la guerre et de la sexualité Narundi, dont la tête découverte en 1904 par la mission de Jacques de Morgan complétant le corps découvert en 1907 sur l'acropole de Suse est conservée actuellement au musée du Louvre . Son règne a apparemment été l'occasion de la mise au point d'une nouvelle écriture, dite élamite linéaire, qui pourrait s'inspirer de l'ancienne écriture proto-élamite.